# Oásis de Faium

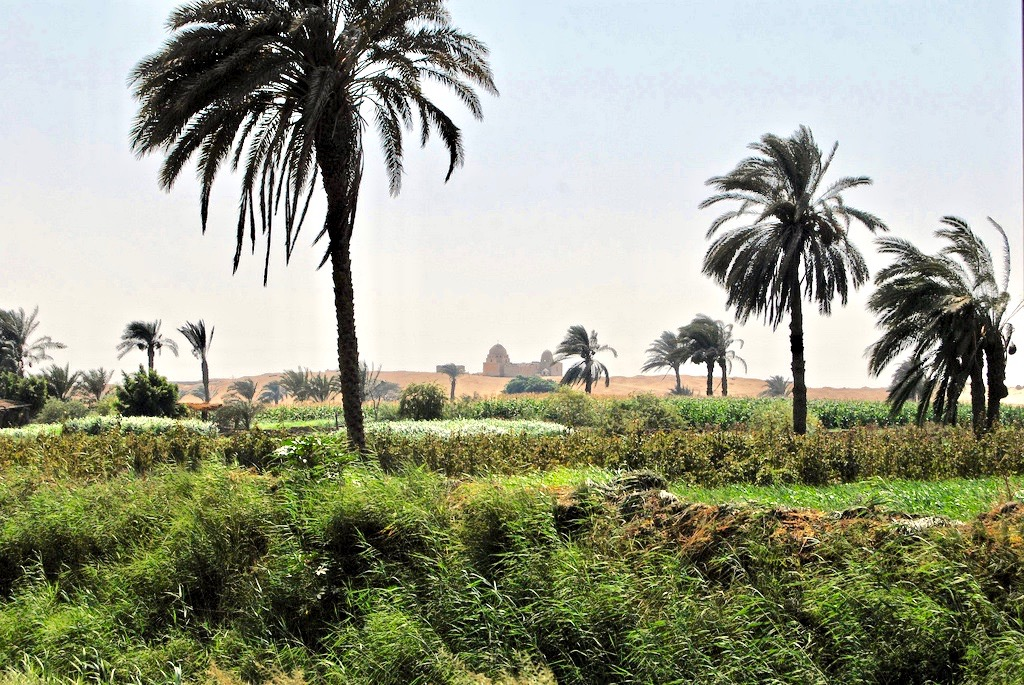
Faium

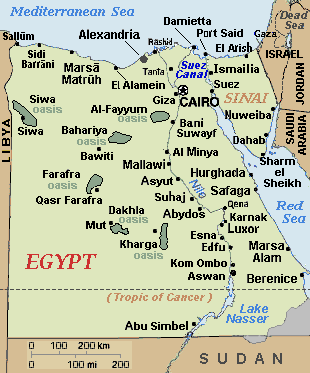
Principais Oasis do Egito, Faium ao norte

O oásis Faium (em árabe: Fayyum, Faiyum, Fayum) é uma região do Egito, na província de Faium, que inclui a cidade de Madinatt al-Fayyum  (Faium) e nessa região fica um lago ou depressão de área estimada entre 1270 e 1700 km².
O lago de Faium é hoje chamado Birket Qarun, antigamente Lago de Fayum. Nesse lago o faraó Amenemés III executou obras importantes, mas com o baixar do nível, somente voltou a haver novas edificações na era ptolemaica. Toda a região e "governadoria" em torno do lago, hoje quase seca, se tornou, já ao final do século XX, num local de muitas escavações arqueológicas, pois na localidade havia muitos templos, pirâmides, igrejas cristãs, mesquitas, ruínas gregas e romanas. Houve ali muitos achados da Cultura de Maadi-Buto e dos períodos de Nacada II e Nacada III.
A região de Faium, além de seu patrimônio datando do tempo dos faraós, se destaca por seus monastérios Coptas, dentre os quais se destacam:
- Monastério do Arcanjo Gabriel
- Monastério de al-Qalamun ou de São Samuel
- Monastério d'Anba Ishaq (Pare Isaac, Deir Abu Isaac) ou da Virgem Maria
- Monastério Deir al-Azab
- Monastério da pomba Deir al-Haman o Hamman

Vem-se no local as entradas para outros locais da região
- Kom Aushim ou Karanis
- Dimai
  - Soknopaiou Nesos
  - Qasr al-Sagha
- Qasr Qarun
  - Tempo de Dionísio
- Abgig
  - Obelisco de Senusret I
- Medinet Madi ou Narmouthis
  - Templo de Renenutet
- Tell Umm al-Breigat ou Tebtunis
- Seila
- Batn I Hrit ou Theadelphia
- Hauara
  - Pirâmide d'Amenemhet III
  - Laberint d'Egipte
- Byahma ou Biahmu
- Lahun (antiga Kahun)
  - Pirâmide de Lahun